# Rhytidoponera metallica
Rhytidoponera metallica é uma espécie de formiga do gênero Rhytidoponera.